# Rusłan Dibirgadżyjew
Rusłan Adilchanowicz Dibirgadżyjew (ros. Руслан Адильханович Дибиргаджиев; azer. Ruslan Adilxanoviç Dibirhacıyev; ur. 20 lipca 1988 roku) – rosyjski i od 2009 roku azerski zapaśnik walczący w stylu wolnym. Zajął trzynaste miejsce na mistrzostwach świata w 2015. Brązowy medalista igrzysk europejskich w 2015. Mistrz Europy w 2014 i trzeci w 2017. Trzeci w Pucharze Świata w 2015 i szósty 2013 roku.